# Dendrobium perpaulum
Dendrobium perpaulum là một loài thực vật có hoa trong họ Lan. Loài này được Seidenf. mô tả khoa học đầu tiên năm 1995.